# Krieg der beiden Peter
Der Krieg der beiden Peter (spanisch La Guerra de los Dos Pedros; katalanisch Guerra dels dos Peres) wurde in den Jahren zwischen 1356 und 1375 zwischen den Königreichen Kastilien und Aragón ausgetragen. So genannt wurde er wegen der gleichlautenden Vornamen der Könige beider Länder, Peter I. von Kastilien und Peter IV. von Aragon.

## Hintergrund

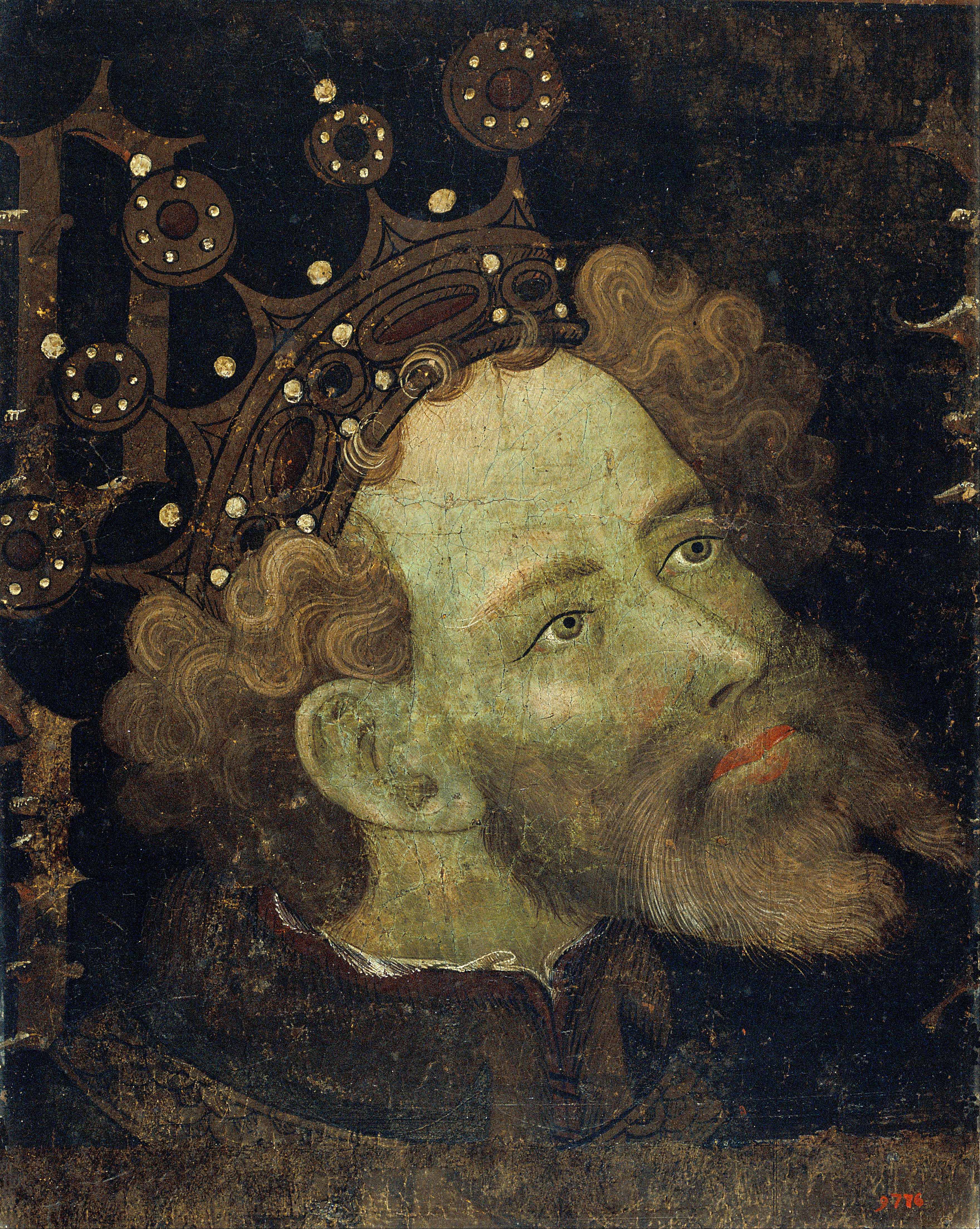
Peter IV, König von Aragón, von Gonçal Peris Sarrià und Jaume Mateu (1427)

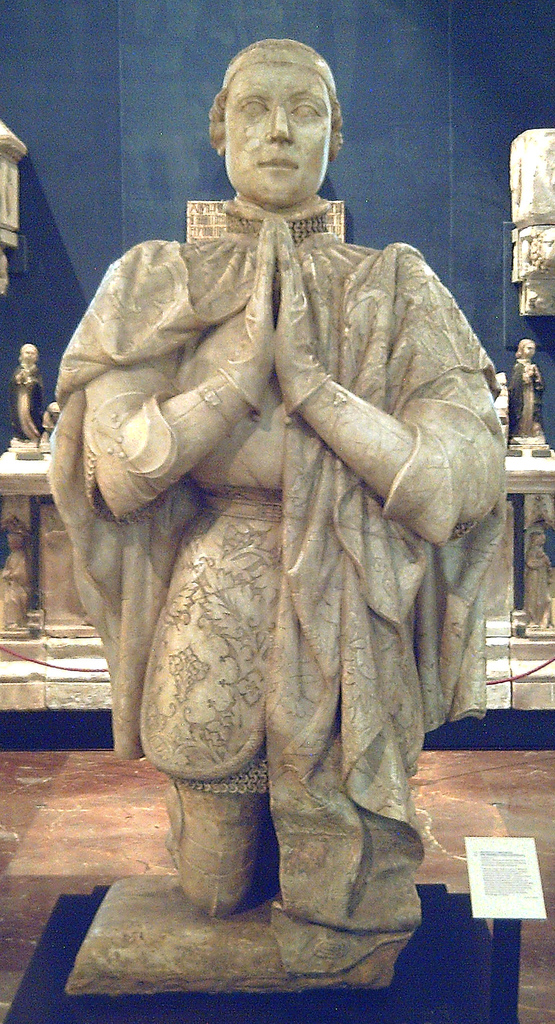
Alabaster-Skulptur von Peter dem Grausamen von 1504

In der zweiten Hälfte des 14. Jahrhunderts litt Kastilien unter Unruhen verursacht durch den Bürgerkrieg, der zwischen lokalen und alliierten Truppen des regierenden Königs, Peter von Kastilien und seines Halbbruders Heinrich von Trastámara um den Thron ausgetragen wurde.
Heinrich wurde vom französischen Oberbefehlshaber Bertrand du Guesclin und seinen „freien Kompanien“ unterstützt, wie auch von Peter IV. von Aragón. Peter von Kastilien dagegen wurde von den Engländern unterstützt. Der Krieg der beiden Peter steht dadurch im Zusammenhang mit dem Hundertjährigen Krieg in Frankreich, genauso wie der Erste kastilische Bürgerkrieg.
Peter I. von Kastilien trachtete danach, das Königreich Valencia, das auch Teile von Murcia, Elche, Alicante, und Orihuela umfasste, seinem Königreich einzugliedern. Peter IV. von Aragón dagegen hatte vor, das westliche Mittelmeer zu beherrschen, zu Lasten von Kastilien und zu Lasten des Verbündeten Kastiliens, der Republik Genua. Zu diesem Zweck wollte er das Königreich Murcia in seine Gewalt bringen, was Kastilien vom Mittelmeer und von Genua getrennt und sein Ziel ermöglicht hätte.
Ein maritimes Ereignis hatte bereits Spannungen zwischen den beiden Mächten verursacht: Katalanische Galeeren, die von Mossèn Francesc de Perellós ausgerüstet waren und die Kaperbriefe vom aragonesischen König erhalten hatten, halfen Frankreich gegen England und hatten es auch geschafft, bei Sanlúcar de Barrameda vor den Augen Peters I., der zufällig dort war, zwei genuesische Schiffe zu kapern. Das war eine Demütigung für Peter I. und außerdem war Genua ein Verbündeter Kastiliens. Deshalb verfolgte Peter von Kastilien persönlich die katalanischen Galeeren mit Hilfe der kastilischen Flotte. Er holte zwar Francesc de Perellós in Tavira ein, aber er konnte ihn nicht gefangen nehmen. Dies war schließlich auch das Ereignis, das den Krieg entfachte.

## Krieg
Der Krieg dauerte von 1356 bis 1375; er wurde verlängert, weil Heinrich von Trastamara Peter I. stürzte. Der Krieg wurde hauptsächlich zwischen Kastilien und Aragón ausgetragen, besonders in den Grenzstädten Aragoniens wie Tarazona und Teruel, das den Kastiliern in die Hände fiel.

### 1356–1363
Im Jahr 1357 drang Kastilien in Aragón ein und eroberte Tarazona am 9. März. Am 8. Mai einigte man sich aber auf einen temporären Waffenstillstand. In der Mitte des Jahres 1358 brach Kastilien diesen Waffenstillstand und versuchte Barcelona von See aus zu erobern um den Krieg auf diese Weise zu gewinnen. Doch scheiterte die Expedition, trotz Erfolgen im Mittelmeer, vor der Stadt. Allerdings machte sie auch Kastilien die Bedeutung der eigenen Flotte bewusst. Man erkannte aber auch die Unausweichlichkeit einer Landoffensive, um Aragón besiegen zu können.
Zu Beginn des Jahres 1361 eroberten die Kastilier die Festungen von Verdejo, Torrijos, Alhama sowie andere Orte. Allerdings wurde am 18. Mai 1361 der „Frieden von Terrer“ (manchmal auch „Frieden von Deza“ genannt) geschlossen, in dessen Folge alle eroberten Gebiete und Burgen wieder ihren ehemaligen Herren übergeben wurden. Bernardo de Cabrera, Botschafter des aragonesischen Königs, sorgte für den Frieden. Peter IV. verheiratete seine Tochter Constance mit Friedrich III. von Sizilien.
Im Juni 1362 traf sich Peter von Kastilien mit Karl II. von Navarra in Soria um sich gegenseitige Hilfe zu versprechen. Peter schloss auch eine Allianz mit Edward III. von England und mit dessen Sohn, dem Schwarzen Prinzen.
Nach der Beendigung dieser Verhandlungen griff der kastilische König das Königreich Aragón erneut an, ohne dabei den Krieg erklärt zu haben, und der Konflikt brach erneut aus. Der aragonesische König war ohne Truppen in Perpignan und vollkommen überrascht. Die Kastilier nahmen die Burgen von Ariza, Ateca, Terrer, Moros, Cetina und Alhama ein. Peter von Kastilien war aber es unmöglich Calatayud einzunehmen, obwohl er es mit aller Art von Belagerungsgerät angriff. Ohne dabei mit den Eroberungen fortzufahren, kehrte er nach Sevilla zurück.
Während dieser Zeit bekam Peter IV. von Aragón Unterstützung durch Heinrich von Trastámara, der Peter I. seit dem Jahr 1351 stürzen wollte und dies bereits vorher im Ersten kastilischen Bürgerkrieg versucht hatte. Er startete Angriffe auf Kastilien, hatte damit jedoch keinen langfristigen, nennenswerten Erfolg und verlor während dieser Kämpfe mehrere seiner Brüder.
Im Jahr 1363 führte Kastilien weiterhin Krieg gegen Aragón und eroberte erneut Tarazona. Peter von Kastilien erhielt Verstärkung aus Portugal und Navarra. In der Zwischenzeit schloss der König von Aragón einen Vertrag mit Frankreich und einen geheimen Vertrag mit Heinrich II. von Kastilien. Peter von Kastilien eroberte daraufhin Cariñena, Teruel, Segorbe, Sagunt, Almenara, Xiva und Buñol.
Der päpstliche Nuntius Jean de la Grange arrangierte den „Vertrag von Sagunt“ vom 2. Juli 1363 zwischen den beiden Königen. Der Vertrag wurde aber nicht unterzeichnet und die Kämpfe hielten an. Die Kastilier drangen in das Königreich von Valencia in 1363 ein und eroberten u. a. Alicante, Caudete, Elda und Gandia.

### 1363–1369
Von 1365 bis 1369 war Peter von Kastilien darauf konzentriert seine Position in Kastilien gegenüber seinem Halbbruder Heinrich II. von Trastámara zu schützen. Durch seine französischen Verbündeten konnte er von 1365 an Söldner, darunter auch Bertrand du Guesclin und Hugh Calveley für sein Vorhaben rekrutieren.
So begann der erste kastilische Bürgerkrieg im Jahr 1366 zu eskalieren, als Heinrich II., jetzt mit einer sehr großen Armee ausgerüstet, von Frankreich aus einmarschierte und Peter von Kastilien vom Thron stürzte. Peter verließ daraufhin das Land ohne Gegenwehr; er floh nach Portugal, wo er von seinem Onkel Peter I. von Portugal, kühl empfangen wurde, und dann nach Galicien, im Norden Spaniens, wo er die Morde von Suero, d. h. des Erzbischofs von Santiago, und des Dekan Perálvarez anordnete.
Schließlich fand er Zuflucht in Bayonne bei den Engländern. Mit ihnen schloss er eine Allianz, um den Thron zurückzuerobern und kam so im Jahr 1367 mit einer Armee wieder zurück. Mit englischen Truppen besiegte er Heinrich II. in der Schlacht von Nájera und erlangte so den Thron wieder, während Heinrich II. erneut nach Frankreich fliehen musste.
Allerdings gab Heinrich II. nicht auf und griff im Jahr 1369 erneut an. Er hatte sich im Vertrag von Toledo (1368) der vollen Unterstützung der Franzosen vergewissert, denen er als Gegenleistung die zukünftige Hilfe der kastilischen Flotte gegen die Engländer zusagte. In den darauffolgenden Kämpfen wurde Peter I. dann während der entscheidenden Schlacht von Montiel von seinem eigenen Halbbruder Heinrich II. persönlich getötet, was zu dessen endgültigen Thronbesteigung führte.

### Invasion von Valencia
Das Emirat von Granada unterstützte während des Krieges Peter von Kastilien. Kastilische Truppen und ihre Maurischen Verbündeten griffen den Süden Valencias an, das Zerstörungen und politische Instabilität erlitt.
Die Kastilier griffen im Jahr 1364 erfolgreich das Königreich Valencia an; Peter I. von Kastilien konnte beinahe die Stadt Valencia erobern, doch sehr schlechtes Wetter behinderte die kastilische Flotte auf See und sorgte dafür, dass die Belagerung von Valencia sowohl auf Land, als auch auf See, unmöglich wurde und das Vorhaben am Ende scheitern musste.

## Ende des Krieges
Der Krieg endete schließlich im Jahr 1375 mit dem Frieden von Almazán. Es gab keine Sieger, denn keine Seite konnte Geländegewinne erzielen. Kastilien bekam mehrere Gebiete wieder zurück, die noch unter aragonesischer Kontrolle standen, darunter Molina, und umgekehrt. Um den Erfolg des Friedens zu gewährleisten, wurde eine Heirat zwischen Eleanor von Aragón, der Tochter Peters IV. von Aragón, und Johann I. von Kastilien, dem Sohn und Nachfolger Heinrichs II. von Kastilien, arrangiert.
Für das Königreich Aragonien war dieser Krieg eine Tragödie, da dort die meisten Kämpfe stattfanden. Neben den Zerstörungen und Verwüstungen, die der Krieg auf Land und auch auf See dort verursacht hatte, wurden diese zusätzlich verstärkt durch das Auftreten der Pest und anderer Katastrophen, wie Dürren und eine Wanderheuschrecken-Plage. Diese Ereignisse ruinierten zusätzlich die aragonesische Wirtschaft und führten auch zu einem Rückgang der Bevölkerung. Die während des Krieges zerstörte Kathedrale von Tarazona  wurde für lange Zeit nicht wiederaufgebaut.
Andererseits hat der Krieg auch Entwicklungen in Verwaltung und Militär in Gang gesetzt, die im nächsten Jahrhundert schließlich zur Vereinigung der Königreiche Kastilien und Aragón während der Zeit der katholischen Könige geführt haben.